# ズッキーニ
ズッキーニ（英: zucchini、学名: Cucurbita pepo 'Melopepo'）は、ウリ科カボチャ属の一年生の果菜である。果実の外見はキュウリに似るが、カボチャ（ペポカボチャ）の仲間で、主に緑果種と黄果種がある。夏野菜のひとつで、一般のカボチャよりも低カロリーであるのが特徴。

## 名称
名称は様々で、イタリア語で zucchina（ズッキーナ）、南米ではzapallo italiano（サパージョ　イタリアーノ）、アメリカとオーストラリア英語では zucchini（ズキーニ）、イギリス英語やフランス語では courgette（カージェット、クルジェット）、 またアメリカ合衆国ではズッキーニや近似種をまとめて summer squash と呼んでいる。スカッシュ (squash) とはカボチャ属の実のことで、カボチャのような秋冬が旬のものは winter squash と呼ばれる。日本ではズッキーニで呼ばれることが多いが、和名はウリカボチャで、カボチャの仲間でありながらつる（蔓）が長く伸びないため「蔓なしカボチャ」（蔓無南瓜）の異名もある。

## 歴史
原産地は北アメリカ南部のアメリカ（テキサス州）からメキシコといわれる。ヨーロッパには植民活動により16世紀ごろにアメリカから持ち込まれ、特に南フランスからイタリアにかけて普及し、その後逆輸入の形でアメリカにも広まった。細長い形状の果実は19世紀後半のイタリアで、選抜して改良されたものである。本格的に普及が開始したのは20世紀に入ってからであった。イギリスでは1930年代に入っても料理の書物にあまり名前が挙げられることはなく、イギリスの料理研究家、エリザベス・デイビッドが紹介したことによって、1950年代から1960年代にかけてようやく料理の素材として人気を博するようになった。日本には、イタリア料理がブームになった1970年代後半ごろ（昭和50年代初め）にアメリカから輸入されたのが始まりで、一般的に出回るようになった。

## 形態・生態
つる性の一年草。つるは短く、一般的なカボチャでは親づる・小づる・孫づるが数メートル (m) も伸びるが、ズッキーニではあまり分枝せず親づるだけが伸長し、親づるの上に果実がつく。親づるの長さは1.5 - 2 mになり、一株あたりで収穫できる果実は10 - 30本程度である。葉は大きく、葉身は深い切れ込みと表面に斑が入り、葉柄が長い。茎や葉には棘があり、株全体が横へはう性質をもち、花茎を伸ばして黄色い花を咲かせる。雌雄異花のため、受粉には昆虫や人の花粉媒介を必要とする。
未成熟の果実および花は食用となり、旬は夏（6 - 8月）。果実は開花後3 - 5日の長さ20 cmほどの未熟果を収穫する。果実の姿はキュウリ、食感はナスにも似ているが、ペポカボチャの仲間であるベジタブルマロー系の一種である。果実の表面は滑らかで光沢があり、緑色もしくは黄色で、筋状の斑が見られる場合もある。

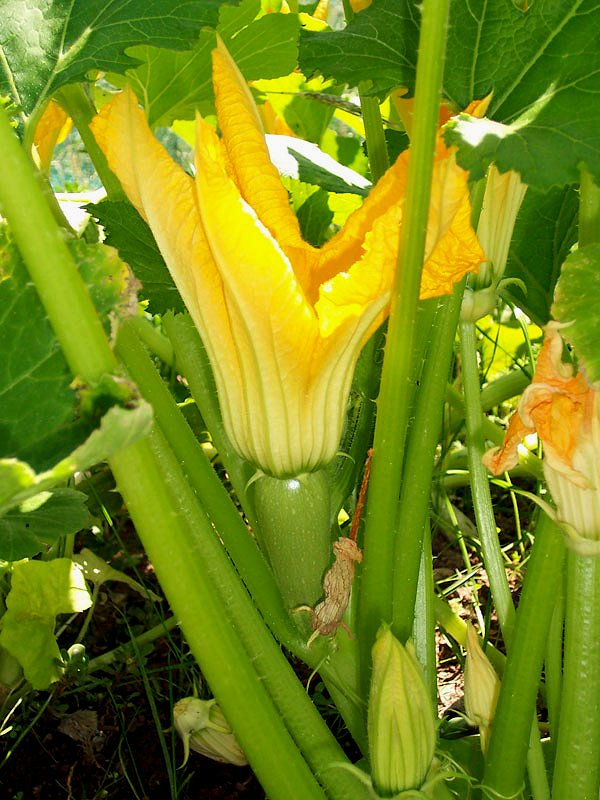
花と株
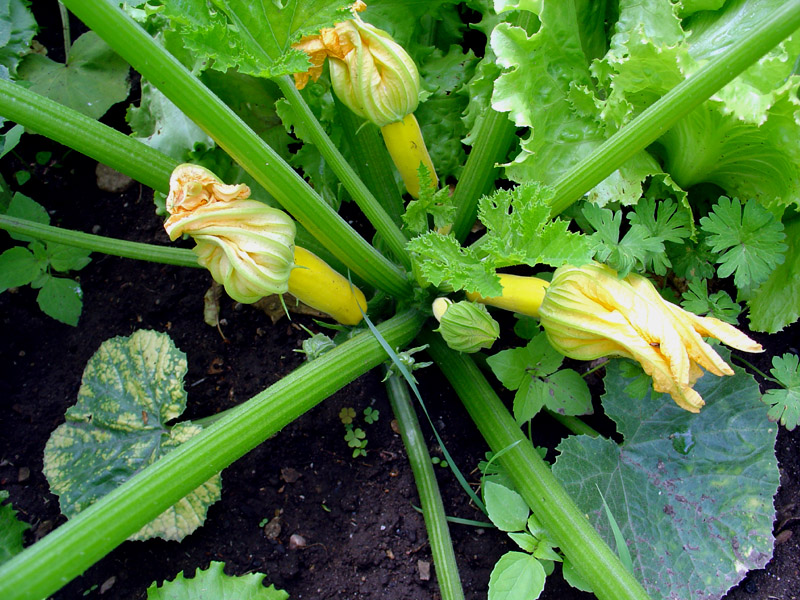
株元についた花蕾
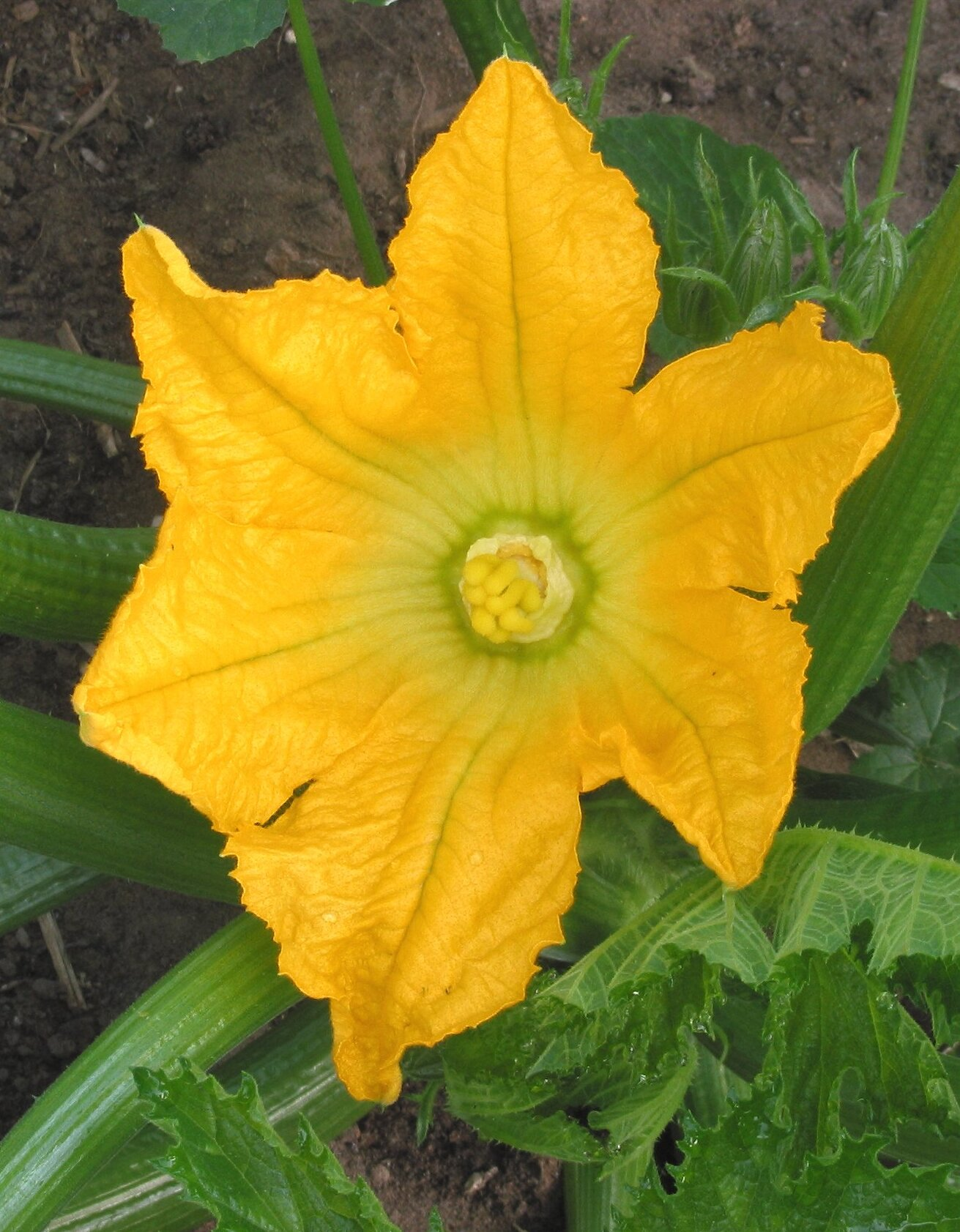
花
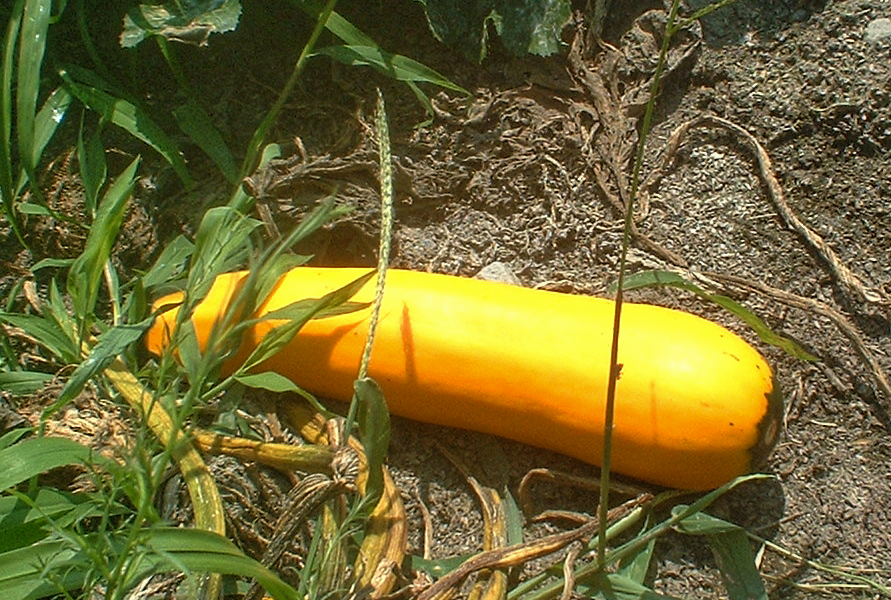
熟した果実
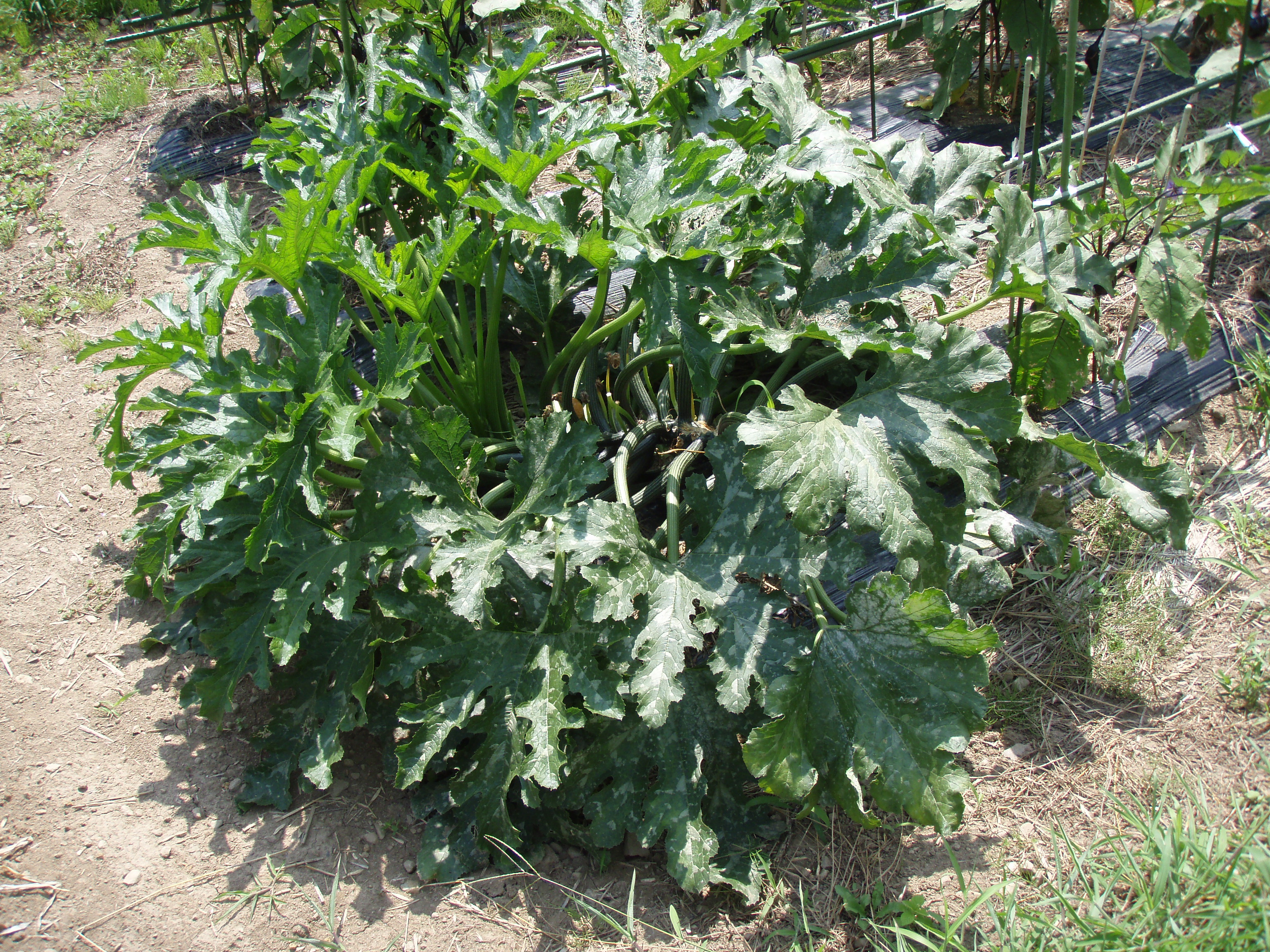
株の全体
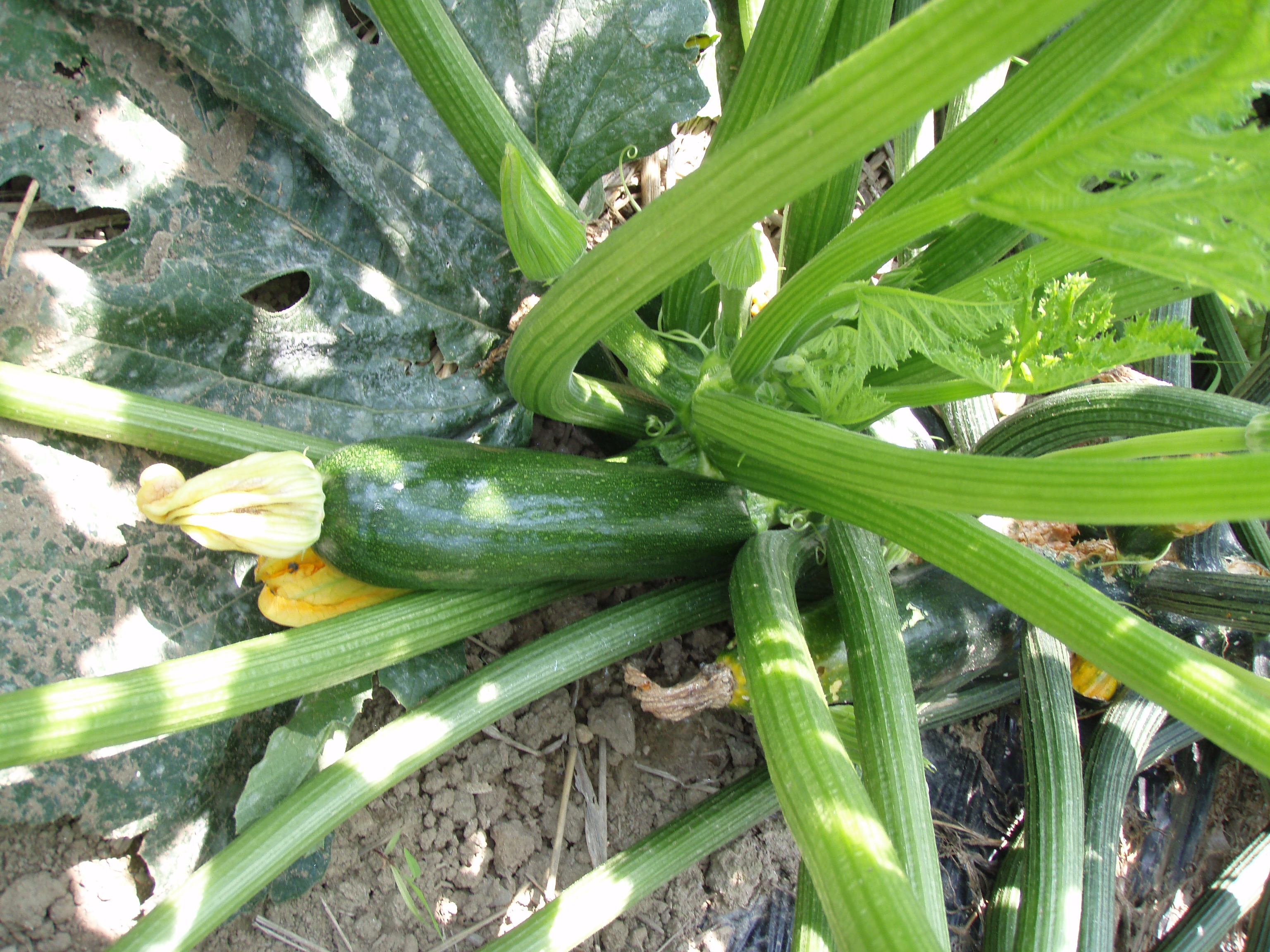
花後の未熟果

## 主な品種

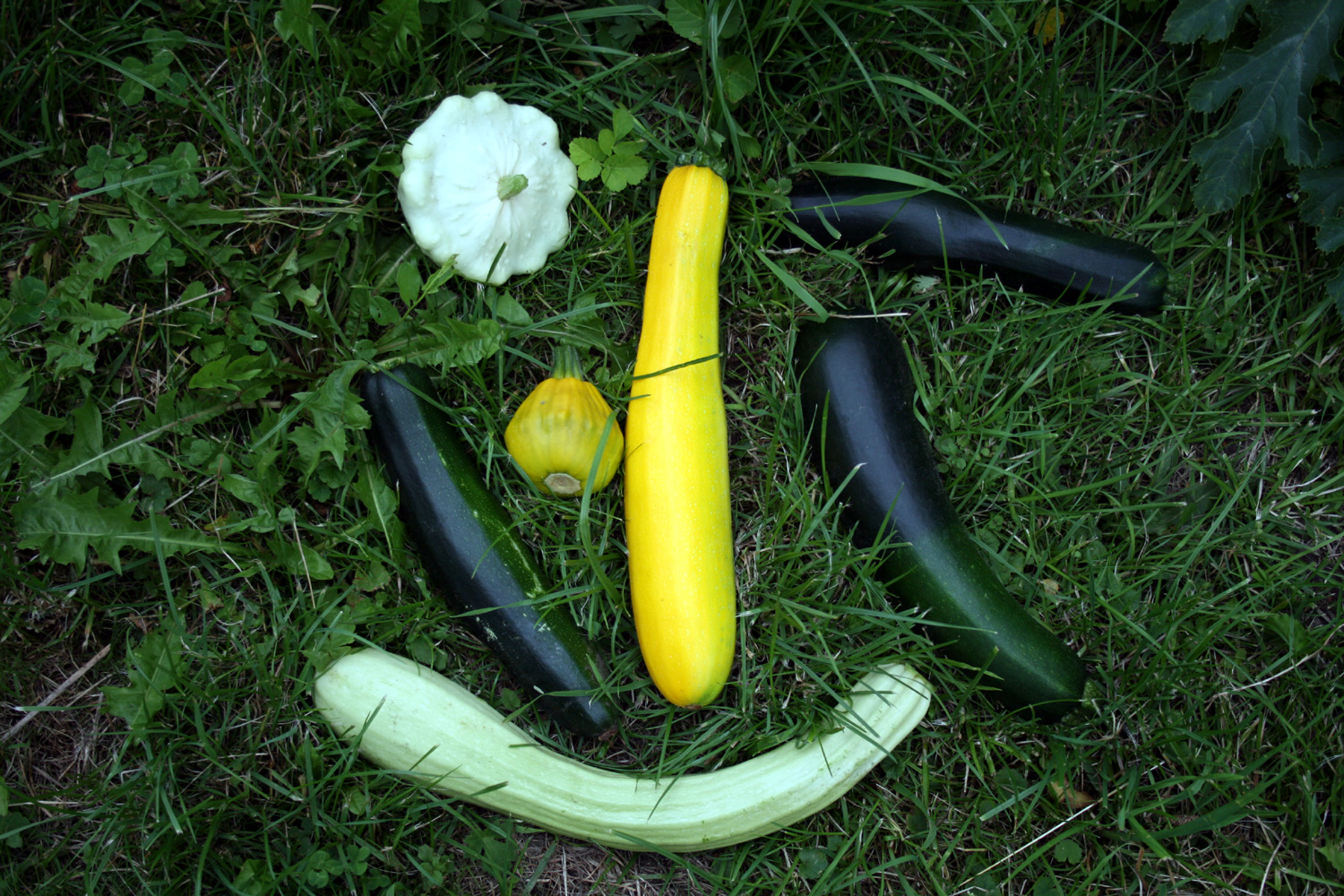
さまざまなズッキーニ。一般的な濃緑色のズッキーニのほか、黄色種や丸ズッキーニ（中央）、UFOズッキーニ（左上）、トロンボーン（下）など。

日本ではキュウリを一回りほど太くしたような細長い形状のものが主だが、品種によってはセイヨウナシ型や、球形のズッキーニなども存在する。果皮が濃い緑色のグリーンズッキーニや、黄色のイエローズッキーニとよばれる品種もある。黄色いものは、緑色のものよりも皮が薄めで、苦味が少ない。「花ズッキーニ」と呼ばれるものは、開花直前の花つきの幼果を、食用にするため出荷されたものである。
ズッキーニ（緑種、グリーンズッキーニ）
細長い形の緑果種。長さ20 cmぐらいのものが食べごろで、緑色のほか、薄い緑などがある。ズッキーニで多く栽培されている主要品種に、「ダイナー」「ブラックストカ」「グリーンストカ」「ブラックライン」「ラベン」「ベルナ」などがある。
ズッキーニ（黄色種、イエローズッキーニ）
細長い形の黄果種。緑種よりもやや小ぶり。黄色系統は雌花が少なかったり、果皮がやわらかく傷がつきやすい傾向があるため収量が少ない。ダイナーの姉妹種で、「オーラム」「ゴールドストカ」「ゴールドラッシュ」などがある。
丸ズッキーニ
緑色の「グリーンエッグ」、深緑色の「ブラックエッグ」、黄色の「ゴールディ」などがある。球形のズッキーニで直径は10 cmほど。品種により縞模様のタイプもある。
UFOズッキーニ
「アラジン」または「スキャローブ」と呼ばれる品種で、薄緑色から黄色のいびつな円盤形のズッキーニ。周囲にでこぼこしている部分があり、形がUFOに似ているので「UFOズッキーニ」と呼ばれている。
縞ズッキーニ
ヨーロッパ原産で縦に縞模様がある。「ロマネスコ」「イタリアンズッキーニ」などがある。
トロンボーン
別名「トランペットカボチャ」ともよばれる、イタリアの細長いズッキーニ。
マーシュエットキング
ふつうのズッキーニよりも一回り大きく、味も甘味が強い。

## 食材
果実と花が食材として用いられる。イタリアのカポナータやフランスのラタトゥイユに代表されるように、地中海沿岸地方でよく使われる。旬は夏6 - 8月とされ、果実の太さが均一で大きすぎず、張りツヤがあるものが市場価値の高い良品とされる。果肉はナスに似た肉質で、ほのかに苦味があり、果皮が黒っぽいものは苦味が強いことがある。果実は未熟なうちに収穫するため水分が多く、糖質が少ないのが特徴で、完熟果を食用とする一般のカボチャよりも低カロリーである。淡泊でクセのない食味で油との相性がよいことから、主に炒め物や揚げ物、他の野菜と合わせた煮込み料理に使われる。

### 実
果実は開花して4 - 5日後の未熟果（長さ15 - 20 cm程度のもの）を若採りして食用とする。収穫が遅れて大きくなると、繊維質が多くかたくなるので食用に適さなくなる。キュウリに似た外観をしているが、一般に生食に向かず、主に加熱調理される。フランス料理やイタリア料理の食材として知られ、南仏の野菜の煮込み料理「ラタトゥイユ」には欠かせない食材である。また南米でも一般的な食材として使用されている。煮込み、サラダ、スープにするほか、油との相性も良くソテー、炒め物や天ぷらなどにも向く。炒め物では、油がなじむ程度に炒めたら、水を加えてふたをして炒め蒸しにすることにより旨味が増し、ズッキーニの淡泊な風味のなかにも自然の甘味を引き出せる。
花つきの部分は苦味があるため取り除く。生で食べる場合は、果皮を剥くか薄くスライスして食されるが、特に若い実で新鮮なものは食味がよくサイコロ状に切ってマヨネーズやドレッシングと合わせてもよい。特に黄色種のものは未熟のうちに収穫するため、皮や種子がやわらかく生食できる。
カボチャの仲間としては水分が多くて炭水化物（デンプンや糖質）が少なく、1本あたり約20キロカロリー (kcal) と熱量が少なめの野菜である。カロテン量は一般のカボチャの半分以下で、緑黄色野菜には入らず淡色野菜に分類され、栄養的にはカボチャよりもキュウリに近いとも評されている。β-カロテン、ビタミンC、ビタミンB群のほか、カルシウム、マグネシウム、マンガン、銅などのミネラルもバランスよく含まれている。それらの中ではβ-カロテンやビタミンB群が多いほうで、身体の免疫力を高めて肌や粘膜を健康に保ち、代謝をよくする効果が期待できる。ダイエットに向く野菜ともいわれており、血液循環をよくして、体内の余分な水分の排出を促してむくみの解消にも役立つともいわれている。ビタミンKはセイヨウカボチャよりも多く、ビタミンCはニホンカボチャよりも多い。
保存するときは切ると痛みやすいため1本まるごと立てて冷蔵するのがよく、切ったものでは乾燥防止にカット面にラップを密着させて包んで冷蔵し、早めに使い切るようにする。

### 花
開花後2日ほどで花ごと収穫したものは「花ズッキーニ」と呼ばれ、花心を取ったものを食用とする。雄花の方が味が優れるとして、イタリア料理では雄花のみを用いるが、雄花・雌花の区別をしない地域もある。花は生でも食べられるが、通常は雄蕊と雌蕊を取り除いた花の中に、挽肉やチーズなどの具材を詰めて、衣をつけてオリーブ油で揚げるか、蒸し煮やオーブンで焼いたり、炒めたりして調理される。主に料理の付け合わせにする。
トルコのエーゲ海地方にはカバック・チチェーイ・ドルマスというズッキーニの花の肉詰めがある（ドルマの一種）。

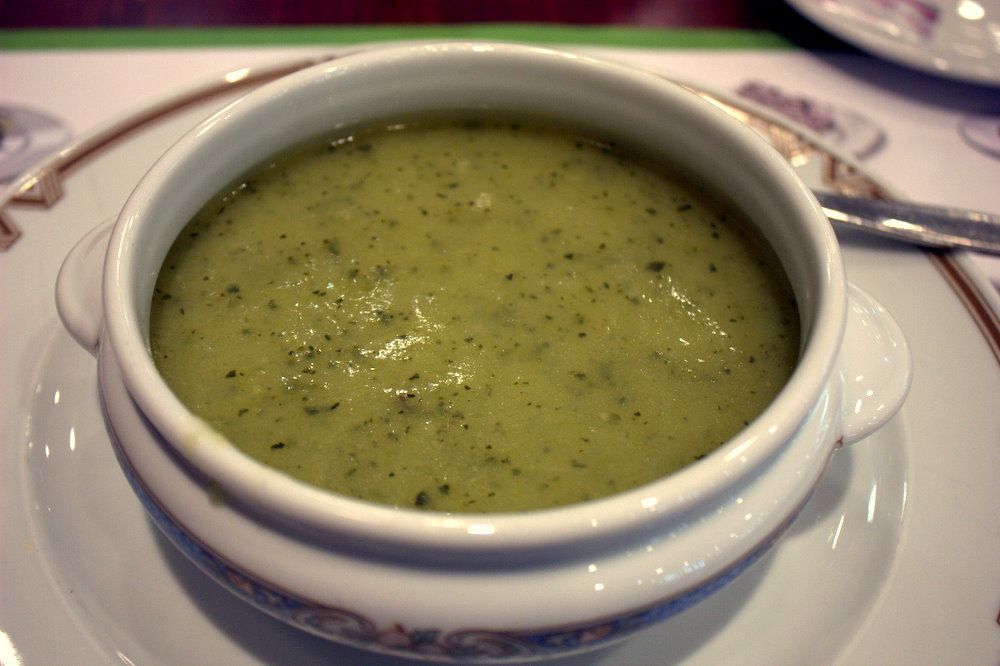
ズッキーニスープ
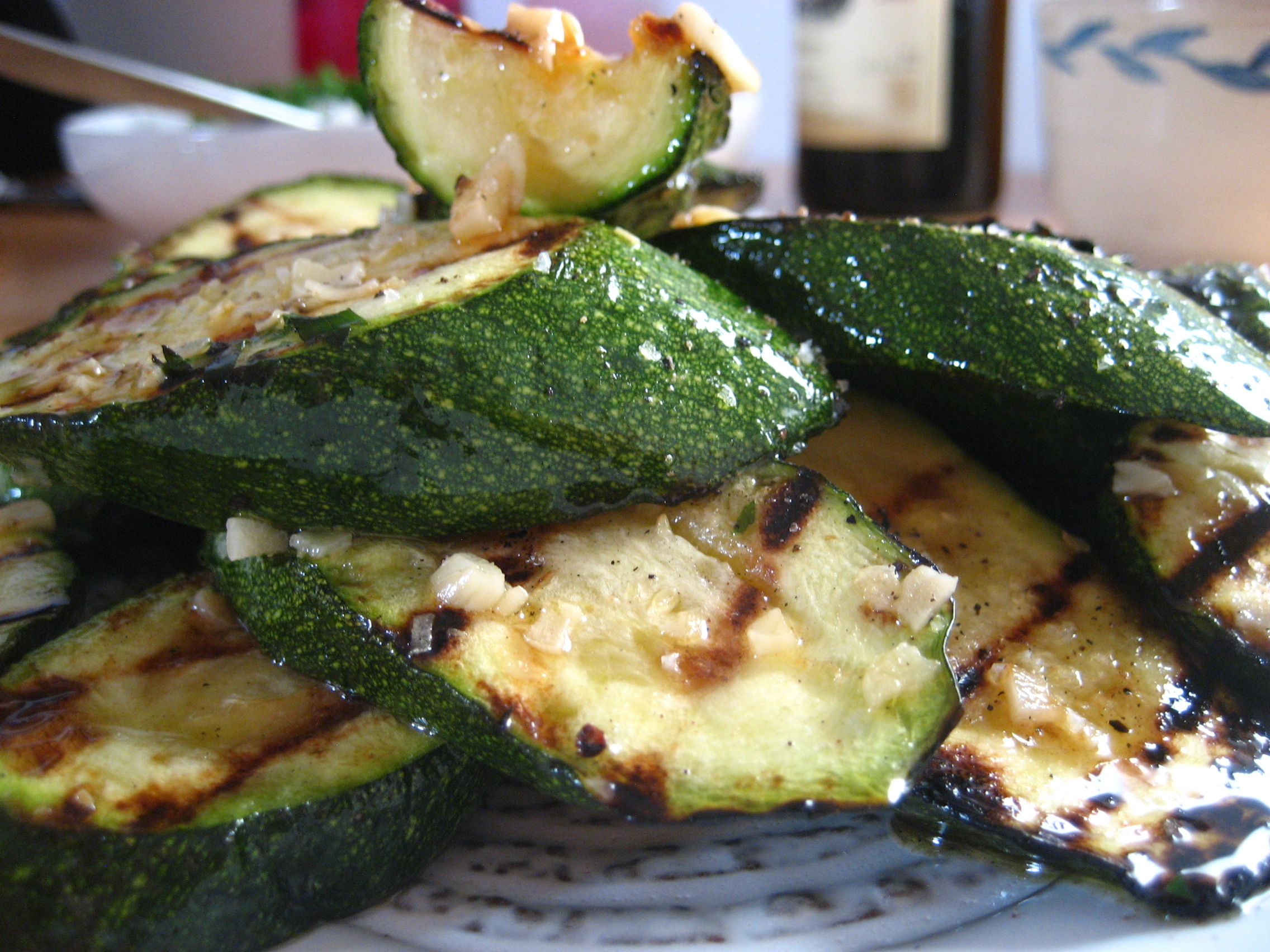
グリルしたズッキーニ

## 栽培
ふつう栽培時期は4 - 7月で、春まきで晩春に苗を植え付け、初夏から夏の間に収穫する。栽培適温は18 - 25度、発芽適温は25度前後とされる。生長が早く、植え付けから1か月ほどで次々と収穫でき、連作も可能であるため育てやすい。土壌は肥沃な土地であれば、作期や気象条件に合わせた栽培方法ならば、特に問題なく栽培することができる。
作型は露地栽培、トンネル栽培、ハウス栽培まであるが、トンネル栽培では温度調整や交配時のトンネルの開閉や風によるトンネルの剥がれなどがある。露地では、降雨により花粉が流され交配できなかったり、葉が大きく葉柄が長いため強風で株や実に傷がつきやすくなる。また、地這となることから株の下側にできる果実は曲がりやすい。茎は品種によって長さが異なるが、長く伸びる品種の茎は細く折れやすいため支柱で誘引する際には注意を要する。ハウス栽培では、垂直誘引とするため、交配や収穫の作業性がよいが、露地栽培などに比べると生育が旺盛になりやすいため、誘引作業が遅れると親づるが折れる場合がある。親づるが折れてしまうと、子づるがほとんど出ないため、当該株の栽培がそこで終わってしまう。高温に弱く（受精できない）夏季にほとんど収穫できない品種もある。

### 栽培方法
種まきは4月ごろに行い、鉢に点まきで1か所に4粒ほどまくか、平床に条まきして播種後7日ぐらいで鉢上げして、本葉3枚になるまで1か所1本になるように間引きして育てる。14 - 20日苗の植え付けは5月中旬 - 下旬に行い、苦土石灰と元肥を充分すき込んだ畑に、1条植えで株間60 - 80 cmほどあけて定植する。畝は高畝がよく、畝幅は1.5 - 2 mとし、露地栽培であれば畝の端部に苗を植えて、反対側の端の方につるを誘引する。ハウス栽培では畝の中央に植えて、支柱とひもによる誘引とする。土壌が乾燥すると生育が悪くなり、また果実が汚れないようするため、株元は敷き藁やマルチングを行って養生する。定植から約1か月を過ぎた6月中旬ごろから次々と開花が始まり、開花後5 - 10日で収穫する。雌雄異花のため人工交配が必要で、交配作業は朝9時ごろまで終了させる。
ズッキーニは、長さ20 cm前後が食べごろの大きさである。キュウリと同様に果実の肥大が早く、採り遅れないように毎日収獲を行う。収穫が数日でも遅れるとあっという間に長さ50 cm以上にも育ち、巨大果になると独特の柔らかさもなくなるので、早めの収穫が望ましい。収穫始めからは肥料の吸収が高まるので、7 - 14日に1回程度の間隔で追肥を行い、上手に育てれば1株で実を20 - 30本収穫できる。実がつかない雄花も食べることができるので、収穫して料理に利用できる。
病虫害では、ウイルス病やうどんこ病が発生しやすい。特にウイルス病を媒介するアブラムシの防除が重要となる。梅雨など湿度が高い時期では、交配後の果実肥大期に花弁が果実先端に残り、そこにかび病が発生して、残った花弁とともに果実が腐敗することがある。

### 生産地
日本では宮崎県、長野県、北海道、千葉県が主な産地で、輸入先はアメリカが多い。露地栽培ものの旬は夏であるが、ハウス栽培されるものは通年流通する。

## 毒性
ズッキーニなどウリ科植物にはククルビタシンという成分が含まれる。微量なため通常は問題ないが、まれに含有量の多い個体があり、腹痛や下痢などの食中毒発生の例もあるため苦味の強い個体には注意が必要である。日本においても有症事例がある。